# Vatica flavida
Espèce
Classification phylogénétique
Statut de conservation UICN

 CR A1cd, C2a : 
En danger critique
 Vatica flavida est un arbre sempervirent endémique de Malaisie péninsulaire appartenant à la famille des Dipterocarpaceae.

## Répartition
Restreinte au sud du Perak.

## Préservation
Espèce probablement éteinte.